# Juan Carlos García Acha
Juan Carlos García Acha (Buenos Aires, 1934 - Id, 4 de enero de 1964) fue un director de televisión argentino.

## Carrera
Acha fue un joven director que trabajó en reconocidos programas de la década del '60, entre ellos se encuentra el humorístico programa Viendo a Biondi emitido por Canal 13 en 1961, encabezada por el cómico Pepe Biondi, y por el que pasaron figuras como Pepe Díaz Lastra, Mario Fortuna hijo, Carlos Scazziotta y Carmen Morales. También trabajó en el viejo Canal 9 en el ciclo La puerta mágica con la dirección de Fernando Semillán.
Se inició primero como cameramen para luego obtener el rol de director de cámaras.

## Galardones
En 1961 recibió un Premio Martín Fierro como Mejor Director de Cámaras otorgado por Aptra. En el mismo rubro estaban Tito De Miglio, María Herminia Avellaneda y Nicolás Del Boca.

## Fallecimiento
García Acha falleció en un accidente automovilístico en 1964, a los 29 años.